# 菊池敏男
菊池 敏男（きくち としお）は、日本のクリエイティブ・ディレクター、コピーライター、ブランドプロデューサー。

## 経歴
早稲田大学政治経済学部卒業。
東京での2,000本にも及ぶＴＶＣＭ創作活動に一区切りをつけ、現在は沖縄にてリゾート事業を中心としたブランド開発を手掛ける。
『マスターズ』『THE 世界遺産』などの番組を企画・プロデュースする広告会社ビデオプロモーションにおいて、
エグゼクティブクリエイティブディレクターとして企業のコミュニケーション戦略を立案。
早稲田大学政治経済学部在学中に広告批評・文化放送共催「ラジオCMコピー大賞」受賞
- 1986年〜1995年

ニューヨークに本社をおく外資広告会社マッキャンエリクソン博報堂にコピーライターとして入社。コカ・コーラ 「ALWAYS COCA-COLA さわやかになる、ひととき。」キャンペーンを担当。TRF「Boy meets Girl」篇をはじめ、レゲエ、ヒップホップ系のオリジナル音楽をベースに数多くのTVCM、ラジオCMを制作。ネスレ NESCAFE EXCELLA 「YOUTH CAMPAIGN」を担当 「そして、君のブレイク。」「君と飲むコーヒーが好きです。」。パイオニア PRIVATE C&Cミュージックファクトリー篇 「見なきゃ、ソング。聴かなきゃ、ソング。」。SELFIE 宮沢りえ篇「いい音に、抱かれたい。」 川原亜矢子篇「いい音は、これから、私と暮らします。」。JIM BEAM 「魂で、生きている。これぞバーボン、ジム・ビーム」 B・B・King篇「BourBon King」「一本の、ジャズ。」。ルフトハンザ、デルモンテ1.5フルーツドリンク 少年隊シリーズ、 P＆G 、DISNEYLAND シンデレラ城、などの外資ブランドのTVCM、グラフィックを多数制作
- 1995年〜2005年

東急電鉄グループの広告会社東急エージェンシーにクリエイティブ・ディレクターとして入社。宝酒造 CANチューハイ 本木雅弘篇「無条件、幸福。」。コーセー サロンスタイル 中山美穂篇「真珠の、恋をした。」。コーセー ソフティモ 神田うの篇「うのちゃん、美白してるでしょ？」。アサヒ飲料 さわやかぶどう SPEED篇「おいしさ、スピードアップ」。住友海上 暮らしのなかのマーク篇。日通、NEC、永谷園など国内ブランドの広告コミュニケーションを多数制作
- 2005年〜

「THE 世界遺産」・「マスターズ」をはじめ、数多くの番組を企画・プロデュースする広告会社ビデオプロモーションでエグゼクティブ・クリエイティブ・ディレクターとして活躍。ミニストップ 戸田恵梨香篇 、ドランクドラゴン篇 アンジャッシュ篇。味覚糖 ぷっちょ SEKAI NO OWARIシリーズ 進撃のちょ人シリーズ。e-maのど飴 E-girls篇 コロロ 相葉雅紀篇 カーコンビニ倶楽部 壇蜜篇 渡辺直美篇。 東京ガス 食育シリーズ「炎は人を育むエネルギー。」中嶋朋子・親子篇 「君が、生きていくために必要なこと。」。三井住友銀行 倉本聰シリーズ ロッテ 堀北真希シリーズ ミロク情報サービス 菊川怜シリーズ。クラレ 高梨沙羅シリーズ、レオパレス 広瀬すずシリーズ 堀北真希シリーズ すき家・ジョリーパスタ・なか卯・ビッグボーイ、キヤノン、ソニー、損保ジャパン日本興亜「ひまわりと少年篇」、三菱重工、理研ビタミン、ABC-マート、ECC、河合塾、YAHOO!などの企業ブランドのコミュニケーションプランを立案。ACCなどの国内賞、IBAなどの海外広告賞多数受賞